# 第166回国会
第166回国会（だい166かいこっかい）は、2007年（平成19年）1月25日に召集された通常国会。会期は7月5日までの162日間（延長は12日間）。
今国会の焦点は「政治と金」「労働法制の改正」「格差問題の是正」など挙げられる。
また、日程としては4月の統一地方選挙の日程が重なり、会期終了後（7月）には第21回参議院議員通常選挙が行われた。

## 各党・会派の議席数
| 衆議院   |                                |           |
| 会派名称 | 会派名称                       | 議席数    |
|          | 自由民主党                     | 305 / 480 |
|          | 民主・無所属クラブ             | 112 / 480 |
|          | 公明党                         | 31 / 480  |
|          | 日本共産党                     | 9 / 480   |
|          | 無所属                         | 9 / 480   |
|          | 社民・市民連合                 | 7 / 480   |
|          | 国民新党・そうぞう・無所属の会 | 6 / 480   |
| 欠員 2   |                                |           |

| 参議院   |                  |           |
| 会派名称 | 会派名称         | 議席数    |
|          | 自由民主党       | 109 / 242 |
|          | 民主党・新緑風会 | 83 / 242  |
|          | 公明党           | 24 / 242  |
|          | 日本共産党       | 9 / 242   |
|          | 社民・護憲連合   | 6 / 242   |
|          | 無所属           | 5 / 242   |
|          | 国民新党         | 4 / 480   |
| 欠員 2   |                  |           |

## 今国会で提出済の法案
国会で重要法案とされている法案は太字で示す。
- 国民投票法案
- 公務員制度改革法案
- 教育改革関連三法案
  - 地方教育行政の組織及び運営に関する法律改正案
  - 学校教育法改正案
  - 教育職員免許法等改正案
- 社会保険庁改革関連法案
- 年金一元化法案
- 労働関連法案
  - 雇用保険法改正案
  - パートタイム労働法改正案
  - 最低賃金法改正案
- 組織的犯罪処罰法改正案
- 在日米軍再編促進法案
- イラク特措法2年延長法案

## 今国会で成立した主要な法案

### 議員提案
- 衆議院提出
  - 日本国憲法の改正手続に関する法律
  - 平成十八年度の水田農業構造改革交付金等についての所得税及び法人税の臨時特例に関する法律（委員長提案)
  - 公職選挙法の一部を改正する法律（委員長提案)-地方の首長選挙でビラ(ローカルマニフェスト）の頒布を認める法律
  - 特殊土じよう地帯災害防除及び振興臨時措置法の一部を改正する法律（委員長提出）
  - 国際観光文化都市の整備のための財政上の措置等に関する法律の一部を改正する法律（委員長提案)
  - 国立国会図書館法の一部を改正する法律（委員長提出）
  - 海洋基本法（委員長提出）
  - 海洋構築物等に係る安全水域の設定等に関する法律（委員長提出）
  - 児童虐待の防止等に関する法律及び児童福祉法の一部を改正する法律（委員長提出）
  - 国会職員法の一部を改正する法律（委員長提出）
  - 国会職員の育児休業等に関する法律の一部を改正する法律（委員長提出）
  - 地理空間情報活用推進基本法（委員長提出）
  - カネミ油症事件関係仮払金返還債権の免除についての特例に関する法律（委員長提出）
  - エコツーリズム推進法（委員長提出）
  - 厚生年金保険の保険給付及び国民年金の給付に係る時効の特例等に関する法律
  - 政治資金規正法の一部を改正する法律
  - 公職選挙法の一部を改正する法律（委員長提出）- マニフェスト頒布場所の拡大
  - 住宅確保要配慮者に対する賃貸住宅の供給の促進に関する法律（委員長提出）
  - 拉致問題その他北朝鮮当局による人権侵害問題への対処に関する法律の一部を改正する法律（委員長提出）
- 参議院提出
  - 国等における温室効果ガス等の排出の削減に配慮した契約の推進に関する法律
  - 救急医療用ヘリコプターを用いた救急医療の確保に関する特別措置法（委員長提出）
  - 配偶者からの暴力の防止及び被害者の保護に関する法律の一部を改正する法律（委員長提出）

### 政府提案
- 新規立法
  - 特別会計に関する法律
  - 平成十九年度における財政運営のための公債の発行の特例等に関する法律
  - 中小企業による地域産業資源を活用した事業活動の促進に関する法律
  - 企業立地の促進等による地域における産業集積の形成及び活性化に関する法律
  - 農山漁村の活性化のための定住等及び地域間交流の促進に関する法律
  - 駐留軍等の再編の円滑な実施に関する特別措置法
  - 犯罪による収益の移転防止に関する法律
  - 国家公務員の自己啓発等休業に関する法律
  - 統計法
  - 株式会社日本政策投資銀行法
  - 株式会社商工組合中央金庫法
  - 地域公共交通の活性化及び再生に関する法律
  - 広域的地域活性化のための基盤整備に関する法律
  - 地方公営企業等金融機構法
  - 株式会社日本政策金融公庫法
  - 国際刑事裁判所に対する協力等に関する法律
  - 武力紛争の際の文化財の保護に関する法律
  - 更生保護法
  - 放射線を発散させて人の生命等に危険を生じさせる行為等の処罰に関する法律
  - 特定住宅瑕疵担保責任の履行の確保等に関する法律
  - 地方公共団体の財政の健全化に関する法律
  - 日本年金機構法
  - 電子記録債権法
  - 社会保障協定の実施に伴う厚生年金保険法等の特例等に関する法律
- 一部改正
  - 国家公務員法等の一部を改正する法律
  - 学校教育法等の一部を改正する法律
  - 地方教育行政の組織及び運営に関する法律の一部を改正する法律
  - 教育職員免許法及び教育公務員特例法の一部を改正する法律
  - イラクにおける人道復興支援活動及び安全確保支援活動の実施に関する特別措置法の一部を改正する法律

## 政府の提案で継続審議となった法案
- 犯罪の国際化及び組織化並びに情報処理の高度化に対処するための刑法等の一部を改正する法律案
- 労働契約法案
- 労働基準法の一部を改正する法律案
- 最低賃金法の一部を改正する法律案
- 社会福祉士及び介護福祉士法等の一部を改正する法律案
- 安全保障会議設置法等の一部を改正する法律案
- 放送法等の一部を改正する法律案
- 被用者年金制度の一元化等を図るための厚生年金保険法等の一部を改正する法律案
- 地方公務員法及び地方独立行政法人法の一部を改正する法律案

## 国会開会中の出来事
2007年の政治も参照
- ホワイトカラーエグゼンプション(残業代ゼロ)法案の提出の見送り決定。

### 1月
- 1月25日 - 召集日。
- 1月26日 - 参議院本会議場で開会式が行われた。施政方針演説と政府四演説。角田義一参議院議員が参議院副議長職の辞任を表明。
- 1月29日・30日 - 衆議院、安倍晋三内閣総理大臣の施政方針演説や政府四演説などに対する各党の代表質問。
- 1月30日・31日 - 参議院、同上に対する各党代表質問。
  - 31日の参議院本会議の各党代表質問で、柳沢伯夫厚生労働大臣の発言が取り上げられた。安倍晋三首相は、多くの女性の心を痛めたとお詫びすると共に、厚労相の罷免は拒否した。

### 2月
- 2月1日 - 衆議院予算委員会で平成18年度補正予算案の審議が始まるが、野党は柳沢厚生労働大臣の失言を理由に審議拒否。
- 2月2日 - 衆議院本会議は、平成18年度補正予算案審議を、野党欠席のまま打ち切り、自民・公明の与党のみの出席で賛成多数で可決。参議院に送付した。
- 2月4日 - 愛知県知事・北九州市長選挙。愛知県知事選では、自民・公明推薦の現職、神田真秋が野党候補に僅差で当選。北九州市長選挙では、民主・社民・国民新推薦の新人、北橋健治が当選。
- 2月6日 - 平成18年度補正予算が、参議院本会議で与党の賛成多数で可決、成立。補正予算が、野党不在で成立したのは1966年12月の臨時国会以来、約40年ぶり。
- 2月7日 - 衆議院予算委員会で、柳沢発言に抗議し、審議拒否を続けていた野党が、審議に復帰。国会は一週間ぶりに正常化し、8日まで、野党側が要求の衆議院予算委員会での少子化問題に関する集中審議。
- 2月9日～14日 - 北京で六者会合。北朝鮮に5万トンの重油支援で合意。日本政府は、拉致問題が解決するまで重油支援を行わないことを表明。
- 2月9日・13日・14日 - 衆議院予算委員会で平成19年度予算の基本的質疑　14日の審議で民主党の馬渕澄夫衆議院議員が、尾身幸次財務大臣の沖縄科学技術大学院大学設置に関する、不透明な介入に対する質疑を行う。
- 2月15日 - 衆議院予算委員会で、平成19年度予算案の一般質疑に入る。参議院厚生労働委員会で少子化問題に関する集中審議。
- 2月19日・20日 - 一般質疑、本会議で平成19年度税制改正に対する趣旨説明・質疑。
- 2月20日 - 小沢一郎民主党代表が自身の事務所費の使途を公開。
- 2月21日・22日 - 公聴会を開催。全労連事務局長小田川義和、大阪商工会議所副会頭小池俊二、連合副事務局長逢見直人、キヤノンユニオン宇都宮支部長大野秀之など12人の公述人が、意見を述べ、各党の予算委員が質問をし、中小企業対策、偽装請負問題、上げ潮路線、格差是正の当否等に対して審議が行われる。
- 2月23日 - 衆議院予算委員会で雇用・労働問題に関する集中審議。郵政民営化造反の復党組である、自由民主党野田聖子衆議院議員が初めての質問に立つ。
- 2月28日～3月1日 - 衆議院予算委員会分科会。

### 3月
- 3月1日 - 衆議院予算委員会で、地域格差等に関する集中審議。
- 3月2日 - 衆議院予算委員会で、締めくくり質疑・採決。
  - 締めくくり質疑は、与党のみ質疑を行い、野党は委員会には出席したが質疑を行わなかった。金子一義委員長が職権で質疑終結を宣言した後、野党委員が委員長を取り囲むなどしたが、討論は省略され、採決が行われた。日本共産党提出の組換え動議は否決され[1]、自民・公明の賛成多数で可決すべきものとして決定した。なお、予算委員会散会後に開かれた、総務・財務金融両委員会においても、平成19年度予算関連法案が、野党の抗議の中、採決され、賛成多数で可決すべきものと決定した。これを受け、野党は金子一義予算委員長、佐藤勉総務委員長、伊藤達也財務金融委員長の解任決議案を提出。その後、予算委員長解任決議案について、本会議で審議が行われたが、趣旨弁明に立った民主党の枝野幸男衆議院議員が、約1時間30分にわたり説明を継続したので、河野洋平衆議院議長は、翌3日午前0時10分から会議を開くこととし、延会となった。
- 3月3日 - 平成19年度予算案が衆議院通過。
  - まず与党議員から、本日の会議における趣旨弁明の発言時間を15分とする動議が提出され可決された後、予算委員長解任決議案の議事に入り、枝野議員の趣旨弁明、討論、採決の後否決された。総務委員長解任決議案が否決された後、議場での自民・民主合意の上、財務金融委員長解任決議案は撤回の申し出があり、これが許可された。その後、予算案の審議に入り、討論を経た後採決の結果、賛成337反対125で平成19年度予算案は可決され、衆議院を通過した。日を跨いでの予算案採決は、1961年以来、46年ぶり。
- 3月5日・6日 - 参議院予算委員会で、全閣僚出席のもと、平成19年度総予算に対する基本的質疑。安倍晋三内閣総理大臣は、いわゆる従軍慰安婦問題に関して、米国下院議会で、日本政府の公式謝罪を求める決議を求める動きがあることに対し、事実誤認で、決議が採択されても謝罪する考えが無いと表明した。
- 3月5日 - 参議院予算委員会で、光熱費・水道代が無償である議員会館に事務所を置いている、松岡利勝農林水産大臣の資金管理団体が、2005年に500万円超の光熱費・水道代を計上していたことが発覚。
- 3月9日
  - 参議院予算委員会で、安倍晋三内閣総理大臣出席のもと、外交・防衛等に関する集中審議。
  - 自民党、党紀委員会は、郵政造反組の衛藤晟一の、7月の第21回参議院議員通常選挙での比例区からの出馬を目的に、10(委任状3を含む)対7で復党されることを決定。異例の多数決での復党決定となった。
- 3月13日 - 参議院予算委員会で安倍総理出席のもと、農業・食の安全等に関する集中審議
- 3月15日 - 参議院予算委員会で平成19年度総予算に対する公聴会
- 同日　衆議院憲法調査特別委員会で野党(国民新党は欠席)の抗議の中、国民投票法案に対する公聴会を22日に開催することに決定
- 3月19日 - 参議院予算委員会で総理出席のもと、社会保障・雇用・格差等に関する集中審議
- 3月20日・22日-平成19年度総予算の委嘱審査
- 3月22日 - 衆議院憲法調査特別委員会で憲法改正国民投票法案に関する公聴会(1回目)
- 3月26日 - 平成19年度予算案が成立
  - 午前中は参議院予算委員会で総理出席のもと、安全・安心等に関する集中審議。午後に全閣僚出席のもと、締めくくり総括質疑が行われ、討論の後、採決の結果自民・公明の賛成多数で可決。その後、本会議が開かれ討論の後、自民・公明等の賛成多数で平成19年度予算案が成立した。

### 4月
- 4月5日 - 衆議院憲法調査特別委員会で憲法改正国民投票法案に関する公聴会(2回目)
- 4月12日 - 衆議院本会議において中国から来訪した温家宝首相が演説。
- 同日-衆議院憲法調査特別委員会において与党が民主党提出修正案を否決した後、午後6時に審議を打ち切り強行採決により与党提出修正案を可決。民主、共産、社民の野党3党は中山太郎委員長（自民）に詰め寄り、採決に抗議した[2]。
- 4月13日 - 憲法改正国民投票法案、在日米軍再編特別措置法案が衆議院で与党の賛成多数により可決。
- 4月16日 - 参議院本会議で憲法改正国民投票法案が審議入り。保岡興治衆議院議員が　「参院ではゼロから議論を始めるのではなく、衆院審議を踏まえ、足らざるところを集中的に審議されるものと思う」と発言し、参議院を軽視するものだとして、後に発言を撤回することになった。
- 4月17日 - 衆議院本会議で教育再生関連三法案が安倍総理出席のもと審議入り
- 4月20日 - 衆議院教育再生特別委員会で、安倍総理出席のもと、教育再生関連三法案の総括審議
- 4月22日 - 統一参院補欠選挙で福島県では民主党の増子輝彦、沖縄県では与党系の島尻安伊子が当選。野党系が1議席減となった。
- 4月24日 - 衆議院本会議でイラク特措法延長法案が安倍総理出席のもと審議入り
- 4月25日 - 参議院本会議で在日米軍再編特別措置法案が安倍総理出席のもと審議入り

### 5月
- 5月8日 - 衆議院本会議で安倍総理出席のもと社会保険庁改革法案が審議入り
- 同日-衆議院で国民新党とそうぞうの下地幹郎議員が統一会派を結成し、「国民新党・そうぞう・無所属の会」と会派名を改める。
- 5月9日 - 参議院本会議で安倍総理出席のもとパートタイム労働法改正案の趣旨説明
- 5月11日 - 参議院憲法調査特別委員会で国民投票法案が可決。
  - 議員提案としては、異例の総理出席のもとでの質疑が行われた後、採決の結果、自民・公明の賛成で可決した。なお、民主・共産・社民・国民新党は反対し、民主党案は採決に付されなかった。
- 5月14日 - 参議院本会議で国民投票法案が賛成122反対99で可決され、成立。自民・公明などが賛成し、民主・共産・社民・国民新党は反対、新党日本の荒井広幸議員は欠席した。その際、民主党から渡辺秀央参議院議員が造反して賛成にまわり、離党などを懸念した同党執行部は国対委員長名での厳重注意と党規約に定めのない軽めの処分を下した。
- 同日-衆議院イラク特別委員会で、総理出席の質疑が行われた後、採決の結果、自民・公明の賛成でイラク特措法2年延長法案が可決。
- 5月15日 - 衆議院本会議でイラク特措法2年延長法案が通過
- 同日-衆議院本会議で総理出席のもと、新人材バンクの設置等を内容とする公務員制度改革法案が審議入り
- 5月16日 - 今国会で初めて党首討論が開かれる。今までの通常国会で最も遅い開催。
- 同日-衆議院教育再生特別委員会で教育関連法案に対する中央公聴会
- 5月17日 - 衆議院教育再生特別委員会で教育再生三法案が、総理出席のもとでの質疑が行われた後、自民・公明の賛成で可決。
- 5月18日 - 衆議院本会議で教育再生三法案が通過。
- 5月21日 - 参議院本会議で教育再生三法案が総理出席のもと審議入り
- 5月22日 - 参議院外交防衛委員会で在日米軍再編特措法案、同文教科学委員会で教育再生三法案がそれぞれ総理出席による総括質疑
- 5月23日 - 参議院本会議で在日米軍再編特措法案が可決され、成立
- 同日-衆議院予算委員会で総理出席による政治資金等に関する集中審議
  - 同委員会で民主党の長妻昭議員がテレビ中継の中、年金記録問題について質問を行い、このころからこの問題がテレビや新聞で大きく報じられるようになる。
- 5月25日 - 衆議院厚生労働委員会で社会保険庁改革法案に対する総理出席による総括質疑が行われた後、採決の結果、自民・公明の賛成で可決
- 5月28日 - 松岡利勝農林水産大臣が議員宿舎内で首つり自殺。若林正俊環境大臣を農水大臣の臨時代理に任命。
- 5月30日 - 今国会2回目の党首討論が行われ、主に社会保険庁の年金記録問題に関して安倍首相と小沢一郎代表が意見を交わした。
- 同日-与党が衆議院厚生労働委員会で年金時効特例法案を強行採決。
- 5月31日 - 衆議院本会議で野党が提出した議院運営委員長解任決議案、厚生労働委員長解任決議案、厚生労働大臣不信任決議案は否決されたが、予定されていた社会保険庁改革関連法案の採決は翌日に持ち越された。

### 6月
- 6月1日 - 農林水産大臣に赤城徳彦が就任。
- 同日-社会保険庁改革関連法案が衆議院通過
- 6月4日 - 参議院本会議で総理出席のもと社会保険庁改革関連法案の審議入り
- 6月8日 - 衆議院本会議で内山晃議員（民主）に対し5月30日の年金時効撤廃特例法案の厚生労働委員会採決の際、桜田義孝委員長を羽交い締めにして委員長席から連れ去ったとして、懲罰動議を懲罰委員会に付託することを賛成317（自民・公明）反対113（民主・共産・社民・西村眞悟議員）で議決（国民新党及び他の無所属議員は欠席または棄権）。
- 6月11日 - 参議院決算委員会で平成17年度決算について総理出席のもと締め括り質疑を行った後、是認すべきものと議決。
- 6月12日 - 参議院本会議で平成17年度決算が是認すべきものと議決。
- 同日-参議院ODA特別委員会で安倍総理出席のもと質疑。
- 6月14日 - 参議院厚生労働委員会で社会保険庁改革関連2法案及び年金時効特例法案に対する総理出席のもと質疑。
- 6月15日 - 参議院文教科学委員会で教育関連法案に対する公聴会
- 同日-衆議院本会議で松岡利勝前農水大臣に対する追悼演説
- 同日-公明党の福本潤一参議院議員が次回参院選に公認されなかったことを理由に離党届を提出
- 6月18日 - 衆議院懲罰委員会で、委員会を開かなかったことを理由に横光克彦委員長（民主）の不信任動議が野党欠席のまま、自民・公明による全会一致（野党は欠席）で可決された。委員長不信任動議の可決は1948年12月の上林山栄吉予算委員長に対するもの以来。その後、内山晃議員（民主）に対して、懲罰に付する旨及び懲罰の内容を登院停止30日にすべきものとすることが自民・公明による全会一致（野党は欠席）で可決された。
- 6月19日 - 衆議院本会議で、内山晃議員（民主）に対し、5月30日の厚生労働委員会における年金時効特例法案の裁決の際、委員長を羽交締めにして議事を妨害したとして、自民・公明の賛成多数で登院停止30日間の懲罰に付することを議決。民主党は、討論を行った後退席、共産党は反対、社民党・国民新党は最初から議事を欠席した。
- 同日-参議院文教科学委員会で安倍総理出席のもと、教育再生関連法案の質疑が行われた後強行採決により自民・公明の賛成多数で可決。また、参議院外交防衛委員会でもイラク復興支援特別措置法改正案が賛成多数で可決。
- 6月20日 - 衆議院本会議で共産党を除く野党が提出した河野洋平衆議院議長不信任決議案が否決。
- 同日-参議院本会議で、野党が提出した文教科学委員長および外交防衛委員長解任決議案が否決された後、教育再生関連三法案及びイラク特措法改正案が自民・公明等の賛成多数で可決・成立。
- 6月22日 - 公務員制度改革関連法案の成立を確実にすることなどを理由に自民・公明の賛成多数で、国会会期の12日延長（7月5日まで）を衆議院本会議で正式に可決される。これにより夏の参院選は、当初予定の7月22日から1週間後の29日にずれ込む。
- 6月26日 - 自由民主党からの提案により、衆議院厚生労働委員会は2007年6月27日開催予定の審議の中止を決定[3]。
- 6月28日 - 参議院厚生労働委員会で、社会保険庁改革法案と年金時効撤廃法案が、自民・公明両党の賛成多数で可決。
- 6月29日 - 参議院本会議で厚生労働大臣問責決議案、安倍内閣総理大臣問責決議案が自民・公明などの反対多数で否決。その後、民主・社民・国民が提出した安倍内閣不信任決議案は、衆議院本会議で賛成130反対330で自民・公明・中村喜四郎議員・西村真悟議員・平沼赳夫議員の反対多数で否決。この際、国民新党・新党日本から多数の退席議員がでた。さらにその後参議院本会議が開かれ、厚生労働委員長解任決議案が否決された後、延会となった。
- 6月30日 - 参議院本会議で社会保険庁改革関連2法案及び年金時効特例法案について、厚生労働委員会に再付託を求める動議が否決された後、自民・公明などの賛成多数で可決、成立。その後、公務員制度改革関連法案について中間報告を求める動議が可決され、内閣委員長の中間報告がなされた後、民主党などが退席した後、採決の結果、自民・公明などの賛成多数により、可決、成立した。

### 7月
- 7月3日 - 久間章生防衛大臣が辞任。
- 7月4日 - 辞職した久間の後任として小池百合子が防衛大臣に就任。
- 7月5日 - 閉会日。
- 同日-新党日本の荒井広幸参議院議員と滝実衆議院議員が田中康夫党代表との意見の対立を理由に「解党」を宣言した。これに対して、田中代表は解党に応じず、後日両名は正式に離党した。
- 同日-民主党・新緑風会に所属している松下新平参議院議員（無所属）が会派を退会する意思を表明したが、党執行部は当面会派異動届を参議院事務局に提出しない方針。

## 国会開会中の政治の出来事
2007年の政治も参照
- 4月8日 - 12都道県知事・政令指定都市の市長・44の道府県議会議員の選挙の投票日。（統一地方選挙）
- 4月22日 - 一般市町村・東京23区の首長・議会議員の選挙。参議院福島県・沖縄県選挙区補欠選挙の投票日。

## 国会閉会後の政治の出来事
- 7月29日 - 第21回参議院議員通常選挙、衆議院岩手1区・熊本3区補欠選挙。

## 常任委員長
| 委員長名           | 氏名       | 政党名     |
| ------------------ | ---------- | ---------- |
| 内閣委員長         | 河本三郎   | 自由民主党 |
| 総務委員長         | 佐藤勉     | 自由民主党 |
| 法務委員長         | 七条明     | 自由民主党 |
| 外務委員長         | 山口泰明   | 自由民主党 |
| 財務金融委員長     | 伊藤達也   | 自由民主党 |
| 文部科学委員長     | 桝屋敬悟   | 公明党     |
| 厚生労働委員長     | 櫻田義孝   | 自由民主党 |
| 農林水産委員長     | 西川公也   | 自由民主党 |
| 経済産業委員長     | 上田勇     | 公明党     |
| 国土交通委員長     | 塩谷立     | 自由民主党 |
| 環境委員長         | 西野あきら | 自由民主党 |
| 安全保障委員長     | 木村太郎   | 自由民主党 |
| 国家基本政策委員長 | 衛藤征士郎 | 自由民主党 |
| 予算委員長         | 金子一義   | 自由民主党 |
| 決算行政監視委員長 | 仙谷由人   | 民主党     |
| 議院運営委員長     | 逢沢一郎   | 自由民主党 |
| 懲罰委員長         | 横光克彦   | 民主党     |

| 委員長名           | 氏名       | 政党名     |
| ------------------ | ---------- | ---------- |
| 内閣委員長         | 藤原正司   | 民主党     |
| 総務委員長         | 山内俊夫   | 自由民主党 |
| 法務委員長         | 山下栄一   | 公明党     |
| 外交防衛委員長     | 田浦直     | 自由民主党 |
| 財政金融委員長     | 家西悟     | 民主党     |
| 文教科学委員長     | 狩野安     | 自由民主党 |
| 厚生労働委員長     | 鶴保庸介   | 自由民主党 |
| 農林水産委員長     | 加治屋義人 | 自由民主党 |
| 経済産業委員長     | 伊達忠一   | 自由民主党 |
| 国土交通委員長     | 大江康弘   | 民主党     |
| 環境委員長         | 大石正光   | 民主党     |
| 国家基本政策委員長 | 前田武志   | 民主党     |
| 予算委員長         | 尾辻秀久   | 自由民主党 |
| 決算委員長         | 泉信也     | 自由民主党 |
| 行政監視委員長     | 草川昭三   | 公明党     |
| 議院運営委員長     | 市川一朗   | 自由民主党 |
| 懲罰委員長         | 江田五月   | 民主党     |